# DENKI GROOVE DECADE 2008〜2017
『DENKI GROOVE DECADE 2008～2017』（でんきグルーヴ・ディケイド・にれいれいはち～にれいいちなな）は、2017年7月26日にリリースされた電気グルーヴの3枚目のベストアルバム。

## 概要
- 2008年から2017年までに発売された楽曲の中から厳選された楽曲とライブ音源を14曲収録したベストアルバム。
- 前作の13thアルバム『TROPICAL LOVE』のインスト盤『TROPICAL LOVE LIGHTS』と同時に発売された。

## 収録曲
| 全作曲: 石野卓球、全編曲: 電気グルーヴ。 |                                             |                      |            |      |
| #                                        | タイトル                                    | 作詞                 | 作曲・編曲 | 時間 |
| 1.                                       | 「Fallin' Down (Single Ver. / Video Edit)」 | 石野卓球、ピエール瀧 | 石野卓球   | 4:07 |
| 2.                                       | 「Upside Down (Single Mix)」                | 石野卓球、ピエール瀧 | 石野卓球   | 4:08 |
| 3.                                       | 「Slow Motion」                             | 石野卓球             | 石野卓球   | 4:37 |
| 4.                                       | 「モノノケダンス (Single Ver.)」            | 石野卓球、ピエール瀧 | 石野卓球   | 3:52 |
| 5.                                       | 「Baby's On Fire (Video Edit)」             | 石野卓球、ピエール瀧 | 石野卓球   | 3:35 |
| 6.                                       | 「Fake It! (Album Ver.)」                   | 石野卓球             | 石野卓球   | 4:39 |
| 7.                                       | 「SHAMEFUL (Live @ Zepp Tokyo 2017)」       | 石野卓球、ピエール瀧 | 石野卓球   | 4:22 |
| 8.                                       | 「完璧に無くして (Alternate Mix)」          | 石野卓球、ピエール瀧 | 石野卓球   | 3:39 |
| 9.                                       | 「Missing Beatz (Album Ver.)」              | 石野卓球、ピエール瀧 | 石野卓球   | 3:28 |
| 10.                                      | 「少年ヤング (Album Mix)」                  | 石野卓球、ピエール瀧 | 石野卓球   | 5:11 |
| 11.                                      | 「トロピカル・ラヴ (Video Edit)」           | 石野卓球             | 石野卓球   | 4:16 |
| 12.                                      | 「Foxx」                                    | 石野卓球、ピエール瀧 | 石野卓球   | 4:21 |
| 13.                                      | 「KNGN」                                    | 石野卓球・ピエール瀧 | 石野卓球   | 5:16 |
| 14.                                      | 「シュチェチン」                            | 石野卓球・ピエール瀧 | 石野卓球   | 1:50 |
| 合計時間:                                | 合計時間:                                   | 合計時間:            | 57:21      |      |

### 楽曲解説
1. Fallin' Down (Single Ver. / Video Edit)
18枚目のシングル。
2. Upside Down (Single Mix)
15枚目のシングル。
3. Slow Motion
アルバム『人間と動物』収録曲。
4. モノノケダンス (Single Ver.)
13枚目のシングル。
5. Baby's On Fire (Video Edit)
オリジナルはミニアルバム『25』収録。
6. Fake It! (Album Ver.)
アルバム『YELLOW』収録曲。
7. SHAMEFUL (Live @ Zepp Tokyo 2017)
オリジナルは16枚目のシングル。2017年のツアー「TROPICAL LOVE TOUR」の際のライヴ音源。
8. 完璧に無くして (Alternate Mix)
オリジナルはアルバム『J-POP』収録。14枚目のシングルのc/w収録バージョン。
9. Missing Beatz (Album Mix)
オリジナルは17枚目のシングル。アルバム『人間と動物』収録バージョン。
10. 少年ヤング (Album Mix)
オリジナルは12枚目のシングル。アルバム『J-POP』収録バージョン。
11. トロピカル・ラヴ (Video Edit)
オリジナルはアルバム『TROPICAL LOVE』収録。
12. Foxx
アルバム『20』収録曲。曲の終わりに流れる映画の予告風の音声は本アルバムではカットされている。
13. KNGN
17枚目のシングルのc/w収録曲。
14. シュチェチン
アルバム『J-POP』収録曲。